# La gemma orientale dei papi
La gemma orientale dei papi è un film documentario del 1947 diretto da Alessandro Blasetti. La fotografia è di Mario Craveri, uno dei maggiori documentaristi italiani degli anni quaranta/cinquanta del Novecento.

## Produzione
Il film fu prodotto dall'Universalia Film e dall'Ente Nazionale Industrie Cinematografiche (ENIC).

## Distribuzione
Uscì nelle sale italiane il 14 novembre 1947.